# Jo Schlesser
 Joseph Schlesser  va ser un pilot de curses automobilístiques francès que va arribar a disputar curses de Fórmula 1.
Va néixer el 18 de març del 1928 a Liouville, França i va morir el 7 de juliol del 1968 en un accident disputant el GP de França al circuit de Rouen-Les-Essarts.

## A la F1
Jo Schlesser va debutar a la setena cursa de la temporada 1967 (la divuitena temporada de la història) del campionat del món de la Fórmula 1, disputant el 6 d'agost del 1967 el GP d'Alemanya al circuit de Nürburgring.
Va participar en un total de dues curses puntuables pel campionat de la F1, disputades en dues temporades consecutives (1967-1968) no aconseguint finalitzar cap cursa i no aconseguint cap punt pel campionat del món de pilots.

## Resultats a la Fórmula 1
| Any  | Equip              | Xassís | Motor    | 1   | 2   | 3   | 4   | 5   | 6        | 7       | 8   | 9   | 10  | 11  | 12  | Posició | Punts |
| ---- | ------------------ | ------ | -------- | --- | --- | --- | --- | --- | -------- | ------- | --- | --- | --- | --- | --- | ------- | ----- |
| 1967 | Ecurie Ford-France | Matra  | Cosworth | SUD | MON | HOL | BEL | FRA | GBR      | ALE Ret | CAN | ITA | USA | MEX |     | -       | 0     |
| 1968 | Honda Racing       | Honda  | Honda    | SUD | ESP | MON | HOL | BEL | FRA MORT | GBR     | ALE | ITA | CAN | USA | MEX | -       | 0     |

### Resum[2]
| Curses: | Victòries: | Pòdiums: | Poles: | Voltes ràpides: | Punts: |
| ------- | ---------- | -------- | ------ | --------------- | ------ |
| 2       | 0          | 0        | 0      | 0               | 0      |